# إيليا كاربنكوف
إيليا أليكسيفيتش كاربنكوف (بالروسية: Илья Алексеевич Карпенков) (مواليد 17 فبراير 1997)، هُو لاعب كرة سلة روسي يُشارك مع منتخب روسيا لكرة السلة 3x3.
شارك إيليا كاربنكوف مع مُنتخب بلاده في دورة الألعاب الأولمبية الصيفية 2020 في طوكيو، بحيث أحرز مع باقي أفراد المُنتخب الميدالية الفضية الخاصة بمُسابقة كُرة السلة 3x3.

## وصلات خارجية
- إيليا كاربنكوف على موقع ريلجم (الإنجليزية)
- إيليا كاربنكوف على موقع اللجنة الأولمبية الدولية (الإنجليزية)
- إيليا كاربنكوف على موقع أوليمبيديا (الإنجليزية)